# IFPI Belgium
De IFPI Belgium of Internationale Federatie van Muziekproducenten is de Belgische afdeling van de International Federation of the Phonographic Industry en verenigt sinds 1989 de Belgische fonogram-en videogramproducenten/verdelers in navolging van Sibesa. Ze bestrijdt schendingen van de rechten van de producent en de hem eventuele afgestane naburige rechten.
De Belgische afdeling van de IFPI telt effectieve leden en stagiairs die soeverein door de beheerraad worden toegelaten. Tot de effectieve leden behoren de producenten, exclusieve concessiehouders van merken en fabrikanteneigenaars van een merk. Criteria tot toelating als effectief lid zijn: belang van productie, uitgebreidheid van repertoire en catalogus, zakencijfer en anciënniteit. Kleine, of occasionele, debuterende producenten worden toegelaten in de zogenaamde categorie C.

## Ledenlijst

### 1989
| # | Categorie A | categorie B | categorie C             |
| - | ----------- | ----------- | ----------------------- |
| 1 | Carrère     | Baltic      | Accent                  |
| 2 | CBS         | Himalaya    | Antler                  |
| 3 | CNR         |             | Hans Kusters Music      |
| 4 | EMI         |             | Lambrechts              |
| 5 | Indisc      |             | M.M.C.                  |
| 6 | Polygram    |             | Carnaby                 |
| 7 | BMG/Ariola  |             | New Music Hebra Records |
| 8 | Virgin      |             | Ricercar                |
| 9 | WEA         |             | Schott Frères           |

## Cijfers Belgische muziekindustrie
Volgens IFPI Belgium en BEA (Belgian Entertainment Association, die de Belgische muziek-, video en game-industrie vertegenwoordigt) steeg in 2008 de muziekconsumptie in België met 23%. In 2008 kochten Belgische muziekliefhebbers online 5,7 miljoen singles en 480.000 albums. De Belgische digitale markt is in België dan ook gegroeid met 22,8 % tot een omzet van bijna 19 miljoen €. Volgens de IFPI is 95% van de digitale markt illegaal.